# Richard Wellmann
Richard Ludwig Wellman (né le 29 juin 1859 à Schönfeld et mort le 12 juin 1934 à Hanovre) est un lieutenant général prussien pendant la Première Guerre mondiale.

## Biographie

### Origine
Wellmann est le fils d'un major  et conseiller de la Commission économique à Kreuzburg et de son épouse Anna, née Bach.

### Carrière militaire

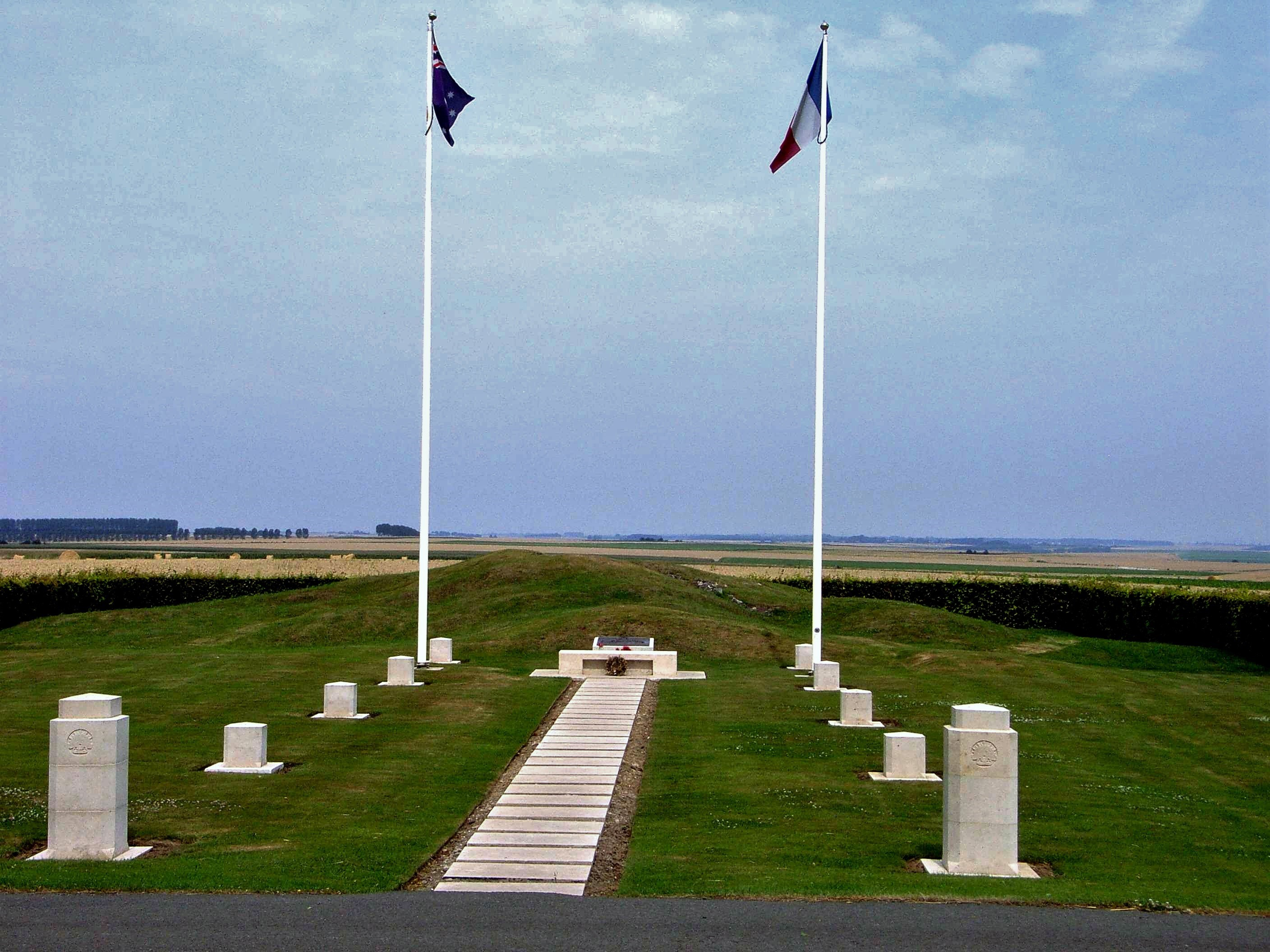
Ancien colline du moulin près de Pozières

Il étudie à l'école de Crossen et aux lycées de Züllichau et Breslau. Wellmann intègre ensuite le 1er avril 1877 comme cadet dans le 12e régiment de grenadiers de l'armée prussienne à Francfort-sur-l'Oder et est promu l'année suivante sous-lieutenant le 12 octobre. Au cours de ses dix années dans le régiment, il est affecté à l'Académie de guerre de 1884 à 1887. Le 3 avril 1888, il est affecté au 29e régiment d'infanterie et en même temps promu premier lieutenant. L'année d'après, il devient adjudant de régiment. En 1891, il est affecté à ce titre à la 32e brigade d'infanterie à Sarrebruck. Il y est promu capitaine surnuméraire en 1893. En 1895, il retourne au 29e régiment d'infanterie et devient commandant de compagnie. En 1899, il devient adjudant du 39e division d'infanterie à Colmar. Promu major en 1900, il est nommé en 1902 commandant de bataillon du 137e régiment d'infanterie (de) à Haguenau . En 1906, il est promu lieutenant-colonel avec une mutation simultanée au 178e régiment d'infanterie (de) à Kamenz. Promu colonel à la fin de 1909, il devient commandant du 73e régiment de fusiliers à Hanovre l'année suivante. En 1913, il est promu major général et se voit confier le commandement de la 31e brigade d'infanterie à Trèves.
La brigade participe à la Première Guerre mondiale en tant que partie du 7e corps d'armée dans la formation de la 4e armée sous le commandement du duc Albert de Wurtemberg. Elle combat à la bataille de la Marne ainsi qu'en Champagne entre Le Mesnil et Perthes.
Fin octobre 1914, il devient commandant du 37e brigade d'infanterie, engagée dans la guerre des tranchées devant Reims et appartenant au 10e corps d'armée. Quatre mois plus tard, Wellmann reçoit le commandement de la 18e division de réserve, formée de schleswigois-holsteinois du 9e corps de réserve sous les ordres de Max von Boehn. Celle-ci combat d'abord au sein de la 1re armée, puis passa à la 2e armée. Dans la formation de la 6e armée, la 18e division de réserve combat sur les hauteurs de Lorette près de Lens, puis devant Vimy. En 1916, lors de la bataille de la Somme, la division repasse sous le commandement de la 1re armée et combat, entre autres, sur la "colline du moulin" près de Pozières. Pour les actions de sa division au cours des 16 premiers jours de la bataille de la Somme, Wellmann reçoit l'Ordre de l'Aigle rouge de 2e classe avec feuilles de chêne et épées. Après le déploiement de la division au large de Loos, elle est ramenée dans la Somme et combat devent Le Transloy, Bapaume et Metz-en-Couture.
En octobre 1916, Wellmann passe du front ouest au front est. Il y est devient commandant de la  20e division d'infanterie, combattant dans la bataille de Kovel sur la Stochod dans la section entre Zubilno et Zaturce (de), dans le cadre du 10e corps d'armée. En novembre, cependant, la division est retirée et transférée sur le front ouest, où elle fait partie de la 7e armée et est déployée près de Hirson, Laon, Sarrebourg en Lorraine et de nouveau à Laon. Le 27 janvier, jour de l'anniversaire de l'empereur, Wellmann est promu lieutenant général. En juillet 1917, la division est retournée sur le front de l'Est à Kalucz (Galicie), où elle peut progresser jusqu'à Chorostko en passant par la Sereth jusqu'à la prochaine transition vers la guerre de tranchées aux côtés du 13e corps d'armée impériale et royale.
Fin août, la division est transférée à Riga auprès de la 8e armée sous le commandement suprême du général Hutier. À la mi-septembre, la division Wellmann, à laquelle Oskar von Hindenburg - le fils unique de Paul von Hindenburg - est affecté en tant qu'officier d'état-major, est retransférée sur le front ouest où elle est engagée dans la troisième bataille d'Ypres près de Passchendaele. Peu de temps après, elle a été transférée dans le groupe "Arras" à la 2e armée. Lors de la bataille de Cambrai, Wellmann fut chargé le 3 décembre du commandement du 7e corps de réserve situé devant Reims. Le 15 juin 1918, il prend la tête du 14e corps de réserve, qqui se trouvait en liaison avec la 17e armée. Lors des combats de Bapaume, il fut chargé le 24 août du commandement du 1er corps de réserve. Pour ses actions, Wellmann reçoit le 26 octobre 1918, les feuilles de chêne pour le Pour le Mérite, après avoir été décoré de cette haute décoration le 22 décembre 1917.
Après l'armistice, ce corps appartient à la Garde-frontière Ouest sur la Lahn. À la fin de sa carrière militaire, il est affecté à la frontière de la Prusse-Orientale avec la Garde-frontière Est tant que chef du 52e corps. Après avoir demandé son départ, il est transféré le 8 avril 1919 aux officiers de l'armée et mis à disposition le 18 juin 1919.

### Famille
Wellmann se marie le 5 janvier 1890 avec Elisabeth Kette. Deux de ses trois fils sont morts pendant la Première Guerre mondiale.

## Travaux
- Das Offizier-Korps des Infanterie-Regiments von Horn (3. Rheinisches) Nr. 29. 1815–1890. E.S. Mittler & Sohn, Berlin 1890
- Das Leben des Generallieutenant Heinrich Wilhelm von Horn. Mit einem Bildniß und Skizzen. E.S. Mittler & Sohn, Berlin 1890.
- Mit der hannoverschen 20. Infanterie-Division in Ost und West Oktober 1916 bis Dezember 1917. Selbstverlag, Hannover 1923.
- Das I. Reserve-Korps in der letzten Schlacht. Buchhandlung der Niederdeutschen Zeitung, Hannover 1924.
- Mit der 18. Reserve-Division in Frankreich. 24. Februar 1915 bis 4. Oktober 1916. Kameradschaftliche Vereinigung der Offiziere des ehemaligen Res.-Inf.-Reg. Nr. 36, Hamburg 1925.
- Das Infanterie-Regiment von Horn (3. Rheinisches) Nr. 29. H. 1, 1929.